# Fabeltjeskrant
Fabeltjeskrant («Газета басен») — нидерландский детский кукольный сериал. Был создан в 1968 году Лином Валкенером, в качестве продюсеров выступали сначала Тиджс Чановски, затем Люк де Левита. Сериал выпускался до 1989 года и выходил на нидерландских каналах NOS (на этом канале 29 сентября 1968 года вышла его первая серия), RTL 4 и RTL 8 (где трансляция старых эпизодов продолжалась до 1992 года) и на бельгийском VRT. С 1973 по 1975 он демонстрировался в Великобритании под названием The Daily Fable на канале ITV, также выходил и в других странах.
Каждый из эпизодов сериала был основан на какой-либо басне Лафонтена, Эзопа, Федра, хотя для ряда серий сценарий был написан непосредственно Лином Валкенером. Главный герой сериала, сова Менеер де Уил, в каждом эпизоде читал какую-либо басню в окружении других персонажей-зверей. Всего в сериале за время его выхода появлялось несколько десятков персонажей, все они были антропоморфными животными, имена которых были напрямую связаны с их видами.
Помимо Нидерландов и Бельгии сериал под разными названиями выходил также в Великобритании, Франции, Италии, Швеции, Норвегии, Венгрии, Израиле и Перу. В 1978 году на голландском телевидении была предпринята попытка переориентировать сериал на взрослую аудиторию, но она была признана неудачной, и после трансляции 41 серии этот проект был закрыт; в 1985 году на экраны вернулась детская версия сериала со старыми куклами. В сериале насчитывается 1640 эпизодов, что делает его самой продолжительной программой в истории нидерландского телевидения.
Сериал в своё время считался весьма популярным: уже спустя три года его называли одной из самых успешных нидерландских телепрограмм, ныне же некоторыми он называется нидерландским аналогом «Улицы Сезам».
Большой популярностью пользовалась музыка из сериала, однако его композитор Джон Эрд в интервью сказал, что, на его взгляд, успех сериала объясняется не музыкой, а наличием собственного характера у каждого из множества персонажей.
В 2005 году сериал был номинирован на премию «Лучшая детская телепрограмма Нидерландов XX века»  и 30 сентября 2005 года получил её по итогам голосования.